# 衛善初
衛善初，广东四會人，明朝政治人物、进士出身。
洪武十八年，登乙丑科进士，授江南抚州府知府。